# Liste der meistverkauften durch den BVMI zertifizierten Videoalben in Deutschland

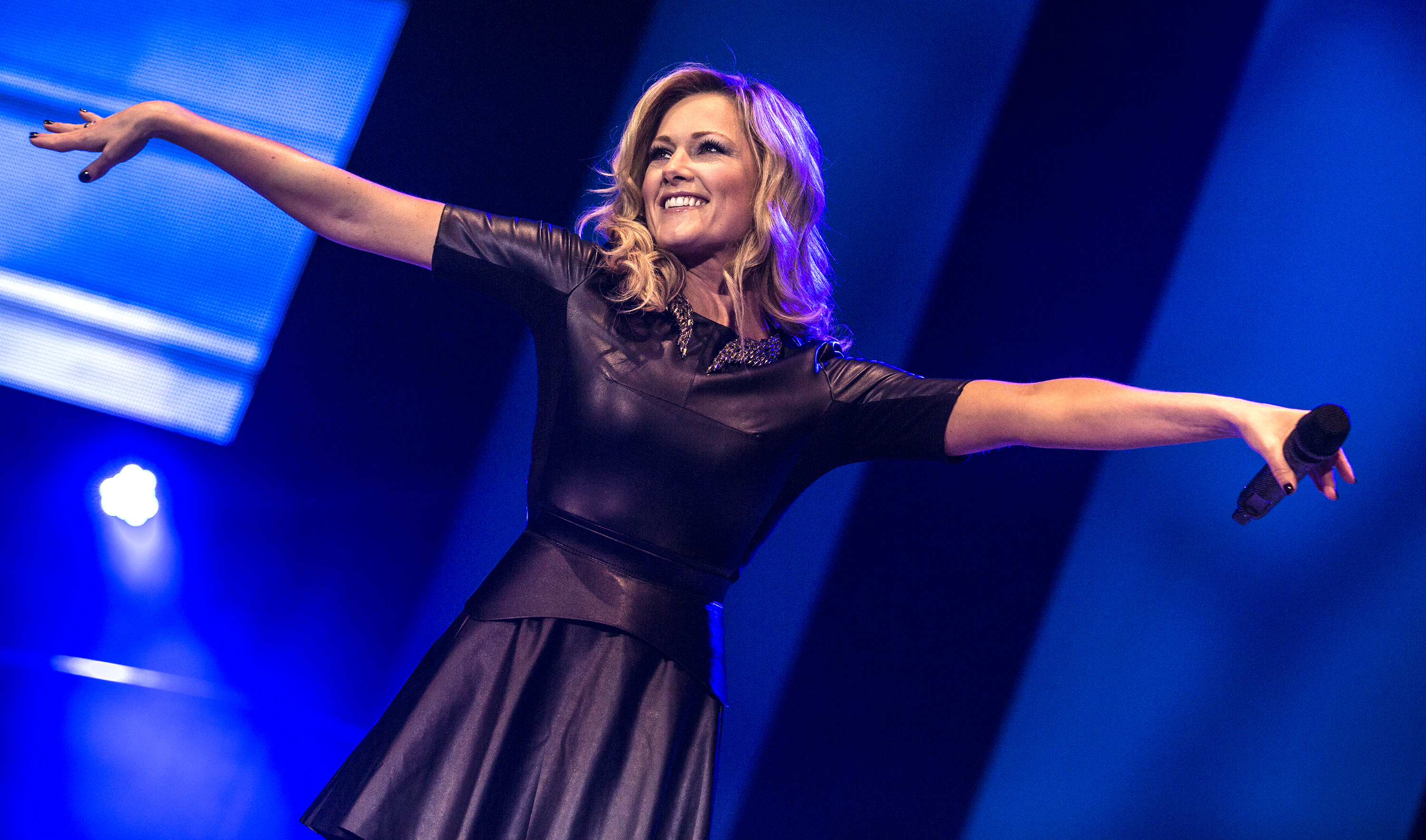
Helene Fischer (2013)

Die Liste der meistverkauften durch den BVMI zertifizierten Videoalben in Deutschland ist eine Übersicht aller Videoalben, die in Deutschland Gold- und Platinauszeichnungen des Bundesverbands der Musikindustrie (BVMI) erhalten haben. Das erfolgreichste ausgezeichnete Werk stammt vom US-amerikanischen Tänzer Michael Flatley und wurde im Jahr 1995 veröffentlicht. Sein erster Musikfilm Lord of the Dance verkaufte sich bisher über 450.000 Mal. Das älteste ausgezeichnete Werk stammt aus dem Jahr 1974 und kommt von der britischen Rockband The Rolling Stones, deren Konzertfilm Ladies & Gentleman: The Rolling Stones 2010 erstmals mit einer Goldenen Schallplatte ausgezeichnet wurde. Mit über 700.000 verkauften Videoalben ist die deutsche Schlagersängerin Helene Fischer die Interpretin mit den meisten zertifizierten Verkäufen der Geschichte, knapp gefolgt von den Toten Hosen (650.000) sowie AC/DC und Andrea Berg (jeweils 600.000).

## Hinweise zur Interpretation der aufgeführten Statistiken
Diese Liste beinhaltet Interpreten, deren Videoalben vom BVMI mit einem sogenannten „Music Video Award“ ausgezeichnet wurden. Als Interessensvertreter der deutschen Musikindustrie vergibt dieser Verband seit 1991 derartige Zertifizierungen für kommerziell erfolgreiche Videoalben. Die betroffenen Plattenfirmen müssen die Zertifizierungen beantragen, eine automatische Vergabe der Auszeichnungen erfolgt nicht. Nach einer Richtlinie vom 1. Januar 1976 wird die Anzahl der gewerteten Verkäufe nach den an den Handel verkauften Einheiten ermittelt, die der GEMA oder einer anderen Verwertungsgesellschaft der Urheber als Inlandsverkäufe gemeldet wurden. Diese Richtlinien gelten für alle Auszeichnungen, nicht nur für Audioprodukte.
Die Videoalben finden sich in der nachfolgenden Tabelle absteigend nach ihren zertifizierten Verkäufen sowie aufsteigend nach dem Veröffentlichungsjahr wieder. In der Tabelle finden sich Informationen über die Titel der Werke, die Interpreten, das Veröffentlichungsjahr („Jahr VÖ“) sowie das Jahr der Höchstauszeichnung („Jahr Ausz.“) und die Höhe der zertifizierten Verkäufe mit ihrer Auszeichnungsstufe wieder. Die Liste berücksichtigt alle Typen von Videoformaten. In Deutschland ist es üblich, das die Verkaufszahlen verschiedener Videoformate des gleichen Werkes zusammenaddiert werden, sodass keine Verleihungen getrennt nach Videoformaten wie zum Beispiel Blu-Ray oder DVD erfolgen. Nicht in der Liste enthalten sind Comedytonträger (hierfür siehe: Liste der meistverkauften Comedytonträger in Deutschland) oder auch Kinderhörspiele. Bei den Angaben in der Spalte „Zertifizierte Verkäufe“ handelt es sich um eine Mindestanzahl an verkauften Tonträgern des jeweiligen Werkes. Da für die Auszeichnungen feste Verleihungsgrenzen bestehen, können die reellen Verkäufe der jeweiligen Tonträger etwas höher – also zwischen der ausgezeichneten und der nächsten Verleihungsgrenze – ausfallen. In der Kategorie „Music Video Award“ zählen alle physischen Videoformate (Blu-ray, DVD, HD DVD, VHS etc.) sowie Video-Downloads.

## Problematik und Bedingungen zur Verleihung
Der „Music Video Award“ wird an Videoalben verliehen, deren Musikanteil mindestens 50 % beträgt. Andere Kategorien von Video-Programmen wie zum Beispiel Spielfilme, Dokumentationen, Special-Interest-Journalismus oder Kinder- und Jugendprogramme können auf Grundlage dieser Richtlinien nur ausgezeichnet werden, wenn das Produkt aufgrund seines Programminhalts nach Maßgabe der jeweils aktuellen „Systembeschreibung der offiziellen Charts“ des BVMI chartfähig ist. Die Meldung zur Auszeichnung eines „Music Video Award“ ist auch für solche Bildtonträger möglich, die bereits zur Erreichung von „Gold/Platin für Musikprodukte“ berücksichtigt wurden. Eine Problematik, die die Verleihung von Gold- und Platinauszeichnung mit sich bringt, ist, dass nur diejenigen vielverkauften Bild- und Tonträger ausgezeichnet werden, die bei der BVMI angemeldet und registriert wurden und daher Gold- und/oder Platinauszeichnungen erhielten.

## Verleihungsgrenzen der Tonträgerauszeichnungen
In Deutschland gibt es die Besonderheit, dass zwischen den Platin-Auszeichnungen nochmals Goldene Schallplatten verliehen werden. Einzig die AMPROFON in Mexico verfolgt auch dieses Verleihungssystem. Üblicherweise erfolgen zwischen den einzelnen Platin-Schallplatten keine weiteren Auszeichnungen, bis gegebenenfalls zur Verleihung einer Diamantenen Schallplatte. In Deutschland werden nur in bestimmten Kategorien Diamantene Schallplatten verliehen, der „Music Video Award“ gehört nicht dazu.
Mit der Einführung des „Music Video Award“ wurden zunächst alle Videoprodukte mit ebendiesen ausgezeichnet. 2009 erfolgte die Einführung des „Comedy Awards“ und des „Kids Awards“ für Videoprodukte. Mit deren Einführung wurden alle Videoprodukte aus diesen genannten Bereichen separat mit den genrespezifischen und nicht mehr mit dem „Music Video Award“ ausgezeichnet. Die Verleihungsgrenzen aller Kategorien für Videoprodukte sind gleich.
| Auszeichnung | Verkäufe |
| ------------ | -------- |
| Gold         | 25.000   |
| Platin       | 50.000   |
| 3× Gold      | 75.000   |
| 2× Platin    | 100.000  |
| …            |          |

## Videoalben geordnet nach zertifizierten Tonträgerverkäufen
Die folgende Tabelle beinhaltet alle Videoalben, die sich mindestens 50.000 Mal verkaufen konnten und als niedrigste Zertifizierungsstufe mit einer Platin-Schallplatte ausgezeichnet wurden. Zu den aufgeführten Werken kommen nochmals 193 Videoalben, die mit einer Goldenen Schallplatte für 25.000 verkaufter Einheiten ausgezeichnet wurden (Stand: August 2018).
- Rang: gibt die Reihenfolge der Videoalben wieder. Diese wird durch die Höhe der „zertifizierten Verkäufe“ bestimmt.
- Jahr VÖ: das Jahr, in dem das Werk – unabhängig von seinem Videoformat – erstmals veröffentlicht wurde.
- Jahr Ausz.: das Jahr, in dem letztmals eine Tonträgerzertifizierung erfolgte.
- Titel: gibt den Titel des Werkes wieder.
- Interpret: gibt wieder, welche Interpreten an dem Werk beteiligt sind.
- Zertifizierte Verkäufe: gibt die Höhe der Verleihungsgrenze sowie die Auszeichnungsgrenze wieder.

| Rang | Jahr VÖ | Jahr Ausz. | Titel                                                       | Interpret                                             | Zertifizierte Verkäufe |
| ---- | ------- | ---------- | ----------------------------------------------------------- | ----------------------------------------------------- | ---------------------- |
| 1    | 1995    | 2001       | Lord of the Dance                                           | Michael Flatley                                       | 9× Platin (450.000+)   |
| 2    | 2003    | 2006       | Mensch live                                                 | Herbert Grönemeyer                                    | 6× Platin (300.000+)   |
| 3    | 2003    | 2004       | What We Did Last Summer: Live at Knebworth                  | Robbie Williams                                       | 11× Gold (275.000+)    |
| 3    | 2004    | 2011       | Finally … the First Farewell Tour                           | Phil Collins                                          | 11× Gold (275.000+)    |
| 5    | 2013    | 2015       | Farbenspiel – Live aus dem Deutschen Theater München        | Helene Fischer                                        | 5× Platin (250.000+)   |
| 6    | 1990    | 2008       | Live at Wembley ’86                                         | Queen                                                 | 4× Platin (200.000+)   |
| 6    | 1998    | 1999       | The Video                                                   | Backstreet Boys                                       | 4× Platin (200.000+)   |
| 6    | 2000    | 2007       | Stand der Dinge                                             | Herbert Grönemeyer & Sinfonieorchester                | 4× Platin (200.000+)   |
| 6    | 2009    | 2011       | Live aus Berlin                                             | Peter Fox & Cold Steel                                | 4× Platin (200.000+)   |
| 6    | 2011    | 2015       | Live at the Royal Albert Hall                               | Adele                                                 | 4× Platin (200.000+)   |
| 6    | 2011    | 2016       | MTV Unplugged – Live aus dem Hotel Atlantic                 | Udo Lindenberg                                        | 4× Platin (200.000+)   |
| 12   | 1995    | 2006       | P.U.L.S.E.                                                  | Pink Floyd                                            | 7× Platin (175.000+)   |
| 12   | 2003    | 2012       | Emotionen hautnah                                           | Andrea Berg                                           | 7× Platin (175.000+)   |
| 12   | 2005    | 2014       | Bullet in a Bible                                           | Green Day                                             | 7× Platin (175.000+)   |
| 12   | 2005    | 2014       | Family Jewels                                               | AC/DC                                                 | 7× Platin (175.000+)   |
| 12   | 2012    | 2016       | Celebration Day                                             | Led Zeppelin                                          | 7× Platin (175.000+)   |
| 17   | 1992    | 2012       | Live at Donington                                           | AC/DC                                                 | 3× Platin (150.000+)   |
| 17   | 1994    | 1995       | Tough Road Vol. II                                          | The Kelly Family                                      | 3× Platin (150.000+)   |
| 17   | 2004    | 2005       | Die Band, die sie Pferd nannten                             | Die Ärzte                                             | 3× Platin (150.000+)   |
| 17   | 2011    | 2014       | Live at River Plate                                         | AC/DC                                                 | 3× Platin (150.000+)   |
| 21   | 1994    | 1995       | Tough Road Vol. I                                           | The Kelly Family                                      | 7× Gold (125.000+)     |
| 21   | 2004    | 2008       | Queen on Fire – Live at the Bowl                            | Queen                                                 | 7× Gold (125.000+)     |
| 21   | 2006    | 2009       | Live – Das große Konzert in Oberhausen                      | Andrea Berg                                           | 7× Gold (125.000+)     |
| 21   | 2009    | 2013       | Pink: Funhouse Live in Australia                            | P!nk                                                  | 7× Gold (125.000+)     |
| 25   | 1982    | 2004       | Pink Floyd the Wall                                         | Pink Floyd                                            | 2× Platin (100.000+)   |
| 25   | 1989    | 2006       | Rattle and Hum                                              | U2                                                    | 2× Platin (100.000+)   |
| 25   | 1994    | 1996       | Tabaluga und Lilli live!                                    | Peter Maffay                                          | 2× Platin (100.000+)   |
| 25   | 1998    | 2000       | Feet of Flames                                              | Michael Flatley                                       | 2× Platin (100.000+)   |
| 25   | 1999    | 2004       | Live aus Berlin                                             | Rammstein                                             | 2× Platin (100.000+)   |
| 25   | 2001    | 2002       | Heute vor dreißig Jahren – Live                             | Peter Maffay                                          | 2× Platin (100.000+)   |
| 25   | 2001    | 2003       | Live at the Albert                                          | Robbie Williams                                       | 2× Platin (100.000+)   |
| 25   | 2002    | 2004       | The Definitive Collection                                   | ABBA                                                  | 2× Platin (100.000+)   |
| 25   | 2003    | 2011       | Live 2003                                                   | Coldplay                                              | 2× Platin (100.000+)   |
| 25   | 2003    | 2011       | The Complex Rock Tour Live                                  | Blue Man Group                                        | 2× Platin (100.000+)   |
| 25   | 2005    | 2014       | Caught in the Act                                           | Michael Bublé                                         | 2× Platin (100.000+)   |
| 25   | 2005    | 2017       | Rammstein in Amerika                                        | Rammstein                                             | 2× Platin (100.000+)   |
| 25   | 2005    | 2007       | La Ultima / Live in Berlin                                  | Böhse Onkelz                                          | 2× Platin (100.000+)   |
| 25   | 2005    | 2006       | Leb die Sekunde – Behind the Scenes                         | Tokio Hotel                                           | 2× Platin (100.000+)   |
| 25   | 2005    | 2011       | Nur zu Besuch                                               | Die Toten Hosen                                       | 2× Platin (100.000+)   |
| 25   | 2006    | 2007       | And Through It All: Robbie Williams Live 1997–2006          | Robbie Williams                                       | 2× Platin (100.000+)   |
| 25   | 2006    | 2008       | Touring the Angel: Live in Milan                            | Depeche Mode                                          | 2× Platin (100.000+)   |
| 25   | 2006    | 2007       | Völkerball                                                  | Rammstein                                             | 2× Platin (100.000+)   |
| 25   | 2007    | 2010       | Mothership                                                  | Led Zeppelin                                          | 2× Platin (100.000+)   |
| 25   | 2007    | 2012       | Pink: Live from Wembley Arena                               | P!nk                                                  | 2× Platin (100.000+)   |
| 25   | 2007    | 2012       | Plug Me In                                                  | AC/DC                                                 | 2× Platin (100.000+)   |
| 25   | 2007    | 2008       | The Confessions Tour                                        | Madonna                                               | 2× Platin (100.000+)   |
| 25   | 2008    | 2011       | Mut zum Gefühl (live)                                       | Helene Fischer                                        | 2× Platin (100.000+)   |
| 25   | 2013    | 2014       | Metallica Through the Never                                 | Metallica                                             | 2× Platin (100.000+)   |
| 25   | 2014    | 2015       | Nichts ist für die Ewigkeit – Live am Hockenheimring 2014   | Böhse Onkelz                                          | 2× Platin (100.000+)   |
| 25   | 2016    | 2021       | Havana Moon                                                 | The Rolling Stones                                    | 2× Platin (100.000+)   |
| 25   | 2017    | 2025       | Live in Prague                                              | Hans Zimmer                                           | 2× Platin (100.000+)   |
| 52   | 1981    | 2008       | Greatest Video Hits 1                                       | Queen                                                 | 3× Gold (75.000+)      |
| 52   | 1994    | 2012       | Dezemberträume                                              | Rolf Zuckowski                                        | 3× Gold (75.000+)      |
| 52   | 1994    | 2007       | Secret World Live                                           | Peter Gabriel                                         | 3× Gold (75.000+)      |
| 52   | 1994    | 2012       | Rolfs Vogelhochzeit                                         | Rolf Zuckowski                                        | 3× Gold (75.000+)      |
| 52   | 1995    | 2004       | Video Greatest Hits – HIStory                               | Michael Jackson                                       | 3× Gold (75.000+)      |
| 52   | 1996    | 1996       | Videos, Live & Private                                      | Caught in the Act                                     | 3× Gold (75.000+)      |
| 52   | 2001    | 2006       | 20 Jahre – Live in Frankfurt                                | Böhse Onkelz                                          | 3× Gold (75.000+)      |
| 52   | 2002    | 2003       | My Tribute to the King                                      | Helmut Lotti                                          | 3× Gold (75.000+)      |
| 52   | 2003    | 2012       | Rolfs neue Schulweg-Hitparade                               | Rolf Zuckowski                                        | 3× Gold (75.000+)      |
| 52   | 2004    | 2005       | Anywhere but Home                                           | Evanescence                                           | 3× Gold (75.000+)      |
| 52   | 2004    | 2004       | Live & Off the Record                                       | Shakira                                               | 3× Gold (75.000+)      |
| 52   | 2004    | 2011       | Rock am Ring 2004 – Live                                    | Die Toten Hosen                                       | 3× Gold (75.000+)      |
| 52   | 2005    | 2014       | Farewell 1 Tour – Live from Melbourne                       | Eagles                                                | 3× Gold (75.000+)      |
| 52   | 2005    | 2011       | Heimspiel! – Live in Düsseldorf                             | Die Toten Hosen                                       | 3× Gold (75.000+)      |
| 52   | 2006    | 2009       | Live                                                        | Seeed                                                 | 3× Gold (75.000+)      |
| 52   | 2006    | 2012       | Pink: Live in Europe                                        | P!nk                                                  | 3× Gold (75.000+)      |
| 52   | 2006    | 2019       | End of an Era                                               | Nightwish                                             | 3× Gold (75.000+)      |
| 52   | 2007    | 2008       | 12 live                                                     | Herbert Grönemeyer                                    | 3× Gold (75.000+)      |
| 52   | 2007    | 2011       | So nah, so fern                                             | Helene Fischer                                        | 3× Gold (75.000+)      |
| 52   | 2009    | 2012       | Das Konzert – Zwischen Himmel und Erde                      | Andrea Berg                                           | 3× Gold (75.000+)      |
| 52   | 2009    | 2010       | Live in Concert & in Private                                | David Garrett                                         | 3× Gold (75.000+)      |
| 52   | 2009    | 2011       | Zaubermond (live)                                           | Helene Fischer                                        | 3× Gold (75.000+)      |
| 52   | 2010    | 2011       | 360° at the Rose Bowl                                       | U2                                                    | 3× Gold (75.000+)      |
| 52   | 2010    | 2011       | Best of Helene Fischer live – So wie ich bin                | Helene Fischer                                        | 3× Gold (75.000+)      |
| 52   | 2010    | 2017       | Große Freiheit Live                                         | Unheilig                                              | 3× Gold (75.000+)      |
| 52   | 2011    | 2012       | Schwerelos – Live                                           | Andrea Berg                                           | 3× Gold (75.000+)      |
| 52   | 2012    | 2013       | Für einen Tag – Live 2012                                   | Helene Fischer                                        | 3× Gold (75.000+)      |
| 52   | 2014    | 2015       | Der Krach der Republik                                      | Die Toten Hosen                                       | 3× Gold (75.000+)      |
| 79   | 1977    | 2023       | ABBA – The Movie                                            | ABBA                                                  | Platin (50.000+)       |
| 79   | 1982    | 2004       | Live at Central Park                                        | Simon & Garfunkel                                     | Platin (50.000+)       |
| 79   | 1984    | 2010       | Queen Rock Montreal                                         | Queen                                                 | Platin (50.000+)       |
| 79   | 1990    | 1991       | In Concert                                                  | Die drei Tenöre                                       | Platin (50.000+)       |
| 79   | 1990    | 1992       | Live                                                        | Marius Müller-Westernhagen                            | Platin (50.000+)       |
| 79   | 1990    | 2008       | Serious Hits… Live!                                         | Phil Collins                                          | Platin (50.000+)       |
| 79   | 1991    | 2008       | Greatest Video Hits 2                                       | Queen                                                 | Platin (50.000+)       |
| 79   | 1992    | 2003       | Live in Vienna                                              | Böhse Onkelz                                          | Platin (50.000+)       |
| 79   | 1993    | 1997       | Dangerous – The Short Films                                 | Michael Jackson                                       | Platin (50.000+)       |
| 79   | 1993    | 2004       | Rolfs Liederkalender                                        | Rolf Zuckowski und seine Freunde                      | Platin (50.000+)       |
| 79   | 1994    | 2004       | ABBA Gold – Greatest Hits                                   | ABBA                                                  | Platin (50.000+)       |
| 79   | 1994    | 1995       | Live in Berlin                                              | Take That                                             | Platin (50.000+)       |
| 79   | 1995    | 1995       | Live at Loreley                                             | The Kelly Family                                      | Platin (50.000+)       |
| 79   | 1995    | 1995       | Searching for the Magic Golden Harp                         | The Kelly Family                                      | Platin (50.000+)       |
| 79   | 1996    | 2009       | Im Auftrag des Herrn                                        | Die Toten Hosen                                       | Platin (50.000+)       |
| 79   | 1997    | 1998       | Backstreet Boys – Behind the Scenes                         | Backstreet Boys                                       | Platin (50.000+)       |
| 79   | 1997    | 1997       | Forever Friends Tour Video                                  | Caught in the Act                                     | Platin (50.000+)       |
| 79   | 1997    | 2002       | HIStory on Film – Volume II                                 | Michael Jackson                                       | Platin (50.000+)       |
| 79   | 1997    | 2006       | Live in Dortmund                                            | Böhse Onkelz                                          | Platin (50.000+)       |
| 79   | 1998    | 1998       | Live in Concert                                             | Backstreet Boys                                       | Platin (50.000+)       |
| 79   | 1998    | 2005       | The Videos 86>98+                                           | Depeche Mode                                          | Platin (50.000+)       |
| 79   | 2000    | 2004       | Killer                                                      | Die Ärzte                                             | Platin (50.000+)       |
| 79   | 2001    | 2005       | En misión del Señor – Live in Buenos Aires                  | Die Toten Hosen                                       | Platin (50.000+)       |
| 79   | 2001    | 2001       | Pur & Friends auf Schalke live                              | Pur                                                   | Platin (50.000+)       |
| 79   | 2001    | 2006       | Tour 2000                                                   | Böhse Onkelz                                          | Platin (50.000+)       |
| 79   | 2002    | 2002       | One Night in Paris                                          | Depeche Mode                                          | Platin (50.000+)       |
| 79   | 2002    | 2005       | Reich & sexy II                                             | Die Toten Hosen                                       | Platin (50.000+)       |
| 79   | 2002    | 2003       | Rock ’n’ Roll Realschule                                    | Die Ärzte                                             | Platin (50.000+)       |
| 79   | 2003    | 2006       | … Alles Gute vor uns …                                      | Xavier Naidoo                                         | Platin (50.000+)       |
| 79   | 2003    | 2006       | Growing Up Live                                             | Peter Gabriel                                         | Platin (50.000+)       |
| 79   | 2003    | 2004       | Lichtspielhaus                                              | Rammstein                                             | Platin (50.000+)       |
| 79   | 2003    | 2011       | Live aus Berlin                                             | Rosenstolz                                            | Platin (50.000+)       |
| 79   | 2003    | 2004       | Live in Barcelona                                           | Bruce Springsteen                                     | Platin (50.000+)       |
| 79   | 2003    | 2003       | Anthology                                                   | The Beatles                                           | Platin (50.000+)       |
| 79   | 2003    | 2003       | The Robbie Williams Show                                    | Robbie Williams                                       | Platin (50.000+)       |
| 79   | 2004    | 2016       | A Reality Tour                                              | David Bowie                                           | Platin (50.000+)       |
| 79   | 2004    | 2015       | Berg ohne Wiederkehr                                        | Kastelruther Spatzen                                  | Platin (50.000+)       |
| 79   | 2004    | 2006       | Eine Reise durch die Seele                                  | Andrea Berg                                           | Platin (50.000+)       |
| 79   | 2004    | 2011       | Play – The Videos                                           | Peter Gabriel                                         | Platin (50.000+)       |
| 79   | 2004    | 2005       | PUR Klassisch – Live auf Schalke 2004                       | Pur                                                   | Platin (50.000+)       |
| 79   | 2004    | 2007       | The Video Show                                              | Genesis                                               | Platin (50.000+)       |
| 79   | 2004    | 2011       | Willkommen in unserer Welt                                  | Rosenstolz                                            | Platin (50.000+)       |
| 79   | 2005    | 2015       | L’elisir d’amore                                            | Rolando Villazón / Anna Netrebko                      | Platin (50.000+)       |
| 79   | 2005    | 2005       | Live 8                                                      | Verschiedene Interpreten                              | Platin (50.000+)       |
| 79   | 2005    | 2006       | Vertigo 2005 – Live from Chicago                            | U2                                                    | Platin (50.000+)       |
| 79   | 2006    | 2007       | Chasing Time: the Bedlam Sessions                           | James Blunt                                           | Platin (50.000+)       |
| 79   | 2006    | 2006       | Here We Go – Live & Private                                 | US5                                                   | Platin (50.000+)       |
| 79   | 2006    | 2007       | Metallica: The Videos 1989–2004                             | Metallica                                             | Platin (50.000+)       |
| 79   | 2007    | 2008       | Buenos Dias – Ich bin wieder hier                           | Semino Rossi                                          | Platin (50.000+)       |
| 79   | 2007    | 2012       | I Told You I was Trouble – Live in London                   | Amy Winehouse                                         | Platin (50.000+)       |
| 79   | 2007    | 2010       | Live in Wien                                                | Semino Rossi                                          | Platin (50.000+)       |
| 79   | 2007    | 2009       | Nights from the Alhambra                                    | Loreena McKennitt                                     | Platin (50.000+)       |
| 79   | 2008    | 2009       | Kanonen auf Spatzen                                         | Beatsteaks                                            | Platin (50.000+)       |
| 79   | 2008    | 2010       | Komm tanz mit mir                                           | Die Amigos                                            | Platin (50.000+)       |
| 79   | 2008    | 2010       | Live from Texas                                             | ZZ Top                                                | Platin (50.000+)       |
| 79   | 2008    | 2010       | Stark wie zwei – Live                                       | Udo Lindenberg                                        | Platin (50.000+)       |
| 79   | 2008    | 2008       | When in Rome 2007                                           | Genesis                                               | Platin (50.000+)       |
| 79   | 2009    | 2012       | Am goldenen Rhein                                           | In Extremo                                            | Platin (50.000+)       |
| 79   | 2009    | 2011       | Flight 666                                                  | Iron Maiden                                           | Platin (50.000+)       |
| 79   | 2009    | 2013       | Machmalauter Live                                           | Die Toten Hosen                                       | Platin (50.000+)       |
| 79   | 2009    | 2015       | Singen & Bewegen Vol. 2                                     | Detlev Jöcker                                         | Platin (50.000+)       |
| 79   | 2010    | 2014       | Crossroads Guitar Festival 2010                             | Eric Clapton                                          | Platin (50.000+)       |
| 79   | 2010    | 2012       | Moonlight                                                   | Lichtmond                                             | Platin (50.000+)       |
| 79   | 2010    | 2010       | Rock Symphonies – Open Air live                             | David Garrett                                         | Platin (50.000+)       |
| 79   | 2010    | 2011       | Tour of the Universe: Barcelona                             | Depeche Mode                                          | Platin (50.000+)       |
| 79   | 2011    | 2018       | Die 30 besten Spiel- und Bewegungslieder                    | Simone Sommerland, Karsten Glück und die Kita-Frösche | Platin (50.000+)       |
| 79   | 2011    | 2013       | Live – Helene Fischer zum ersten Mal mit Band und Orchester | Helene Fischer                                        | Platin (50.000+)       |
| 79   | 2011    | 2016       | Live from Beyond Hell / Above Heaven                        | Volbeat                                               | Platin (50.000+)       |
| 79   | 2012    | 2012       | Andrea Berg – Abenteuer live!                               | Andrea Berg                                           | Platin (50.000+)       |
| 79   | 2012    | 2022       | Tabaluga und die Zeichen der Zeit – Live                    | Peter Maffay                                          | Platin (50.000+)       |
| 79   | 2012    | 2025       | Bring Me Home: Live 2011                                    | Sade Adu                                              | Platin (50.000+)       |
| 79   | 2013    | 2014       | Ich Mach Mein Ding – Die Show                               | Udo Lindenberg                                        | Platin (50.000+)       |
| 79   | 2013    | 2013       | Sweet Summer Sun – Hyde Park Live                           | The Rolling Stones                                    | Platin (50.000+)       |
| 79   | 2016    | 2016       | Böhse für’s Leben                                           | Böhse Onkelz                                          | Platin (50.000+)       |
| 79   | 2017    | 2017       | MTV Unplugged                                               | Andreas Gabalier                                      | Platin (50.000+)       |
| 79   | 2019    | 2019       | Helene Fischer Live – Die Stadion-Tour                      | Helene Fischer                                        | Platin (50.000+)       |

## Rangliste der erfolgreichsten Interpreten
Die folgende Rangliste beinhaltet alle Interpreten – absteigend nach ihren zertifizierten Verkäufen – die für mehr als 100.000 verkaufter Videoalben Gold- und Platinauszeichnungen erhalten haben. Darüber hinaus gibt sie Auskunft darüber, wie viele unterschiedliche Videoalben der Interpreten ausgezeichnet wurden und wie viele Gold- beziehungsweise Platinauszeichnungen sie vierliehen bekamen. Die Höchstwerte einer jeden Spalte sind fettgedruckt dargestellt.
| Rang | Interpret            | Videoalben | Gold Ausz. | Platin Ausz. | Zertifizierte Verkäufe |
| ---- | -------------------- | ---------- | ---------- | ------------ | ---------------------- |
| 1    | Helene Fischer       | 8          | 4          | 13           | 750.000                |
| 2    | Die Toten Hosen      | 13         | 8          | 9            | 650.000                |
| 3    | AC/DC                | 5          | 2          | 11           | 600.000                |
| 3    | Andrea Berg          | 8          | 6          | 9            | 600.000                |
| 5    | Herbert Grönemeyer   | 3          | 1          | 11           | 575.000                |
| 6    | Michael Flatley      | 2          | 0          | 11           | 550.000                |
| 7    | Queen                | 6          | 3          | 9            | 525.000                |
| 7    | Robbie Williams      | 4          | 1          | 10           | 525.000                |
| 9    | Böhse Onkelz         | 7          | 1          | 9            | 475.000                |
| 10   | The Kelly Family     | 5          | 2          | 7            | 400.000                |
| 11   | Rammstein            | 5          | 1          | 7            | 375.000                |
| 12   | Phil Collins         | 3          | 2          | 6            | 350.000                |
| 12   | Udo Lindenberg       | 5          | 2          | 6            | 350.000                |
| 12   | Peter Maffay         | 7          | 4          | 5            | 350.000                |
| 15   | P!nk                 | 4          | 3          | 5            | 325.000                |
| 15   | Rolf Zuckowski       | 6          | 5          | 4            | 325.000                |
| 17   | Die Ärzte            | 5          | 2          | 5            | 300.000                |
| 17   | Backstreet Boys      | 3          | 0          | 6            | 300.000                |
| 17   | Depeche Mode         | 6          | 2          | 5            | 300.000                |
| 17   | Pink Floyd           | 3          | 2          | 5            | 300.000                |
| 21   | Led Zeppelin         | 2          | 1          | 5            | 275.000                |
| 22   | ABBA                 | 5          | 2          | 4            | 250.000                |
| 22   | The Rolling Stones   | 6          | 4          | 3            | 250.000                |
| 22   | U2                   | 4          | 2          | 4            | 250.000                |
| 25   | Pur                  | 7          | 5          | 2            | 225.000                |
| 26   | Adele                | 1          | 0          | 4            | 200.000                |
| 26   | Cold Steel           | 1          | 0          | 4            | 200.000                |
| 26   | Peter Fox            | 1          | 0          | 4            | 200.000                |
| 26   | Green Day            | 2          | 2          | 3            | 200.000                |
| 26   | Madonna              | 5          | 4          | 2            | 200.000                |
| 26   | Sinfonieorchester    | 1          | 0          | 4            | 200.000                |
| 26   | Take That            | 7          | 6          | 1            | 200.000                |
| 33   | Die Flippers         | 7          | 7          | 0            | 175.000                |
| 33   | Metallica            | 3          | 1          | 3            | 175.000                |
| 33   | Michael Jackson      | 3          | 1          | 3            | 175.000                |
| 33   | Peter Gabriel        | 3          | 1          | 3            | 175.000                |
| 37   | Eric Clapton         | 5          | 4          | 1            | 150.000                |
| 37   | Iron Maiden          | 5          | 4          | 1            | 150.000                |
| 37   | Kastelruther Spatzen | 5          | 4          | 1            | 150.000                |
| 40   | Caught in the Act    | 2          | 1          | 2            | 125.000                |
| 40   | David Garrett        | 2          | 1          | 2            | 125.000                |
| 40   | Genesis              | 3          | 1          | 2            | 125.000                |
| 40   | Helmut Lotti         | 3          | 3          | 1            | 125.000                |
| 40   | Rosenstolz           | 3          | 1          | 2            | 125.000                |
| 40   | Bruce Springsteen    | 4          | 3          | 1            | 125.000                |
| 46   | Blue Man Group       | 1          | 0          | 2            | 100.000                |
| 46   | Michael Bublé        | 1          | 0          | 2            | 100.000                |
| 46   | Coldplay             | 1          | 0          | 2            | 100.000                |
| 46   | In Extremo           | 3          | 2          | 1            | 100.000                |
| 46   | Lichtmond            | 3          | 2          | 1            | 100.000                |
| 46   | Die Lollipops        | 4          | 4          | 0            | 100.000                |
| 46   | Nightwish            | 2          | 2          | 1            | 100.000                |
| 46   | Semino Rossi         | 1          | 0          | 2            | 100.000                |
| 46   | Shakira              | 2          | 2          | 1            | 100.000                |
| 46   | Tokio Hotel          | 1          | 0          | 2            | 100.000                |
| 46   | Unheilig             | 2          | 2          | 1            | 100.000                |
| 46   | Hans Zimmer          | 2          | 0          | 1            | 100.000                |